# Мерана
Мерана (італ. Merana, п'єм. Meiran-a) — муніципалітет в Італії, у регіоні П'ємонт,  провінція Алессандрія.
Мерана розташована на відстані близько 450 км на північний захід від Рима, 80 км на південний схід від Турина, 55 км на південний захід від Алессандрії.
Населення — 185 осіб (2014).
Щорічний фестиваль відбувається 8 серпня. 

## Демографія
Населення за роками:

Станом на 1 січня 2023 року в муніципалітеті офіційно проживало 11 іноземців з 7 країн, серед них 7 громадян країн Євросоюзу та 1 громадянин України.

## Сусідні муніципалітети
- П'яна-Криксія
- Сероле
- Спіньйо-Монферрато